# Anexação do Saara Ocidental

Controle territorial no Saara Ocidental após a anexação inicial em 1976 por Marrocos e Mauritânia.

A anexação do Saara Ocidental ocorreu em duas etapas: 1976 e 1979. Pouco depois que a Espanha desistiu do controle sobre o Saara Espanhol em 1975, tanto a Mauritânia quanto o Marrocos ocuparam o território. Em 14 de abril de 1976, os dois países anexaram-no entre si através do acordo de partição do Saara Ocidental. No entanto, em 14 de agosto de 1979, a Mauritânia renunciou a todas as reivindicações territoriais ao Saara Ocidental e retirou suas tropas, levando o Marrocos a estender sua anexação às áreas anteriormente controladas pela Mauritânia.

## Contexto
Quando a Espanha iniciou o processo de descolonização do Saara Ocidental, vários órgãos internacionais foram convidados a opinar sobre o status dos territórios. A Missão de visita das Nações Unidas ao Saara espanhol, realizada em maio de 1975, publicou seu relatório em 15 de outubro de 1975. No dia seguinte, em 16 de outubro de 1975, o Parecer Consultivo do Tribunal Internacional de Justiça sobre o Saara Ocidental foi publicado. Ambos os relatórios apoiaram um referendo do povo saarauí; o relatório do Tribunal Internacional de Justiça reconheceu que o Saara Ocidental tinha ligações históricas com Marrocos e Mauritânia, mas não o suficiente para provar a soberania de qualquer Estado sobre o território na época da colonização espanhola. A população do território possuía, portanto, o direito de autodeterminação.

## Histórico

### 1975: início da ocupação
Em 31 de outubro de 1975, tropas marroquinas começaram uma invasão do Saara Ocidental pelo norte.
A Marcha Verde do governo marroquino ocorreu em 6 de novembro de 1975, na qual 350.000 marroquinos desarmados convergiram para a cidade de Tarfaya, no sul do Marrocos, e esperaram por um sinal do rei Hassan II de Marrocos para cruzar a fronteira em uma marcha pacífica.
Os Acordos de Madri foram assinados pela Espanha com Marrocos e Mauritânia em 14 de novembro de 1975.
As anexações marroquina e mauritana foram resistidas pela Frente Polisário, principalmente pela guerra de guerrilha, que havia obtido apoio da Argélia.

### 1976: anexação e partição
Após a ocupação, em 14 de abril de 1976, foi assinado o acordo de partição do Saara Ocidental para formalizar a anexação e definir as fronteiras entre Marrocos e a Mauritânia. Marrocos anexou os dois terços do norte do Saara Ocidental como suas Províncias Meridionais, e a Mauritânia anexou o terço do sul como Tiris al-Gharbiyya.

### 1979: retirada da Mauritânia e nova anexação do Marrocos
Em 1979, a Mauritânia se retirou devido à pressão da Polisário, incluindo um bombardeio de sua capital e outros alvos econômicos.
Em 14 de agosto de 1979, Marrocos estendeu seu controle e anexou o resto do território.

## Desenvolvimento
O território sob ocupação e administração de facto marroquina desde 1975, após a Marcha Verde no Saara Ocidental, está separado pelo muro de segurança dos chamados Territórios Libertados da autoproclamada República Árabe Saarauí Democrática, cuja existência não é reconhecida por Marrocos. 
No campo económico, a área ocupada por Marrocos é a zona onde estão localizadas as principais cidades como El Aaiún e Dakhla, o país costuma gastar boa parte da sua renda per capita na inclusão econômica da área ocupada ao resto do país. Em 2008, o economista independente Fouad Abdelmoumni concluiu que “o custo [do desenvolvimento do Saara Ocidental] é simplesmente o não desenvolvimento de Marrocos.” As costas do Oceano Atlântico que banham o Saara Ocidental também estão localizadas na zona de ocupação, porém Marrocos não pode aproveitá-las devido a uma ordem de exclusão econômica liderada pelo Tribunal Geral da União Europeia.

## Organização territorial
Atualmente, Marrocos inclui o Saara Ocidental na sua organização territorial. Três das suas regiões estão parcial ou totalmente dentro do território do Saara Ocidental.

Guelmim-Oued Noun (Parcialmente dentro do Saara Ocidental)
El Aiune-Saguia el Hamra (Parcialmente dentro do Saara Ocidental)
Dakhla-Oued Ed Dahab (Totalmente dentro do Saara Ocidental)

## Postura internacional
Desde a Segunda Guerra Mundial, o direito internacional afirma que qualquer ato de anexação é ilegal. Da mesma forma, as Nações Unidas consideram a anexação marroquina do Saara Ocidental como nula e sem efeito, de modo que o território não é uma parte legal do Marrocos e continua sujeito às diretrizes internacionais para uma ocupação militar.
Como Marrocos e os Estados Unidos têm um relacionamento próximo desde a independência do primeiro, Marrocos tem desfrutado de total apoio estadunidense durante todo o conflito do Saara Ocidental. Em troca do acordo para a normalização das relações entre Israel e Marrocos em 2020, os Estados Unidos reconheceram oficialmente o Saara Ocidental como parte do Marrocos e instaram a República Árabe Saarauí Democrática a "negociar uma solução mutuamente aceitável" usando a proposta de autonomia para o Saara Ocidental do Marrocos como única estrutura. Em 2023, Israel reconheceu formalmente a soberania marroquina sobre o Saara Ocidental.